# Noldenteich
Noldenteich je přírodní památka severovýchodně od města Česká Kamenice v okrese Děčín. Oblast spravuje Agentura ochrany přírody a krajiny ČR.

## Předmět ochrany
Důvodem ochrany je rybníček s přirozenými břehovými porosty a výskytem řady cenných rostlinných společenstev, jde o nejbohatší lokalitu zvláště chráněné rosnatky okrouhlolisté (Drosera rotundifolia).

## Jméno
Jméno pochází z němčiny a poukazuje na blízký vrch Jehla (německy Nolden).